# Estadio Rogelio Livieres
Das Estadio Rogelio Livieres (deutsch: Rogelio-Livieres-Stadion), auch Dos Bocas (Zwei Mündungen) genannt, ist ein Stadion in der paraguayischen Hauptstadt Asunción. Es wurde im Jahre 1986 erbaut und noch im selben Jahr eröffnet. Heute fasst es 8000 Zuschauer. 
Der Fußballverein Club Guaraní trägt hier seine Heimspiele aus.

## Spitzname
Der Spitzname Dos Bocas leitet sich vom Barrio Dos Bocas ab, in dem sich das Stadion befindet.